# 小行星5156
小行星5156（5156 Golant）是一颗绕太阳运转的小行星，为主小行星带小行星。该小行星于1972年5月18日发现。

## 轨道参数
小行星5156的轨道半长轴为2.3978720 UA，离心率为0.19。